# Kupjanský rajón
Kupjanský rajón (ukrajinsky Куп'янський район) je rajón v Charkovské oblasti na Ukrajině. Leží přibližně 120 kilometrů na východ od Charkova a 40 kilometrů jižně od hranic s Ruskem. Hlavním městem je Kupjansk a rajón má přibližně 137 tisíc obyvatel. 

## Administrativní členění
Dne 18. července 2020 byl v rámci administrativní reformy Ukrajiny počet rajónů Charkovské oblasti snížen na sedm a oblast Kupjanského rajónu byla výrazně rozšířena. Tři zrušené rajóny, Dvorična, Ševčenkove a Velkyj Burluk, stejně jako město Kupjansk, které bylo dříve začleněno jako město oblastního významu a nepatřilo do rajónu, byly sloučeny do Kupjanského rajónu. Odhad populace rajónu z ledna 2020 byl 23 180 obyvatel.
Po reformě z července 2020 se rajón skládá z 8 hromad:
- Dvorična osada - hromada se správou v osadě městského typu Dvorična, přenesená z rajónu Dvorična;
- Kindrašivka - venkovská hromada se správou ve vesnici Kindrašivka, ponechaná z Kupjanského rajónu;
- Kupjanska - městská hromada se správou ve městě Kupiansk, přenesená z obce Kupjanského rajónu;
- Kurylivka venkovská hromada se správou ve vesnici Kurylivka, ponechaná z Kupjanského rajónu;
- Petropavlivka - venkovská hromada se správou ve vesnici Petropavlivka, ponechaná z Kupi

janského rajónu;
- Ševčenkove - osada hromada se správou v osadě městského typu Ševčenkove, přenesená z Ševčenkovského rajónu,
- osada Velykyj Burluk - hromada se správou v osadě městského typu Velykyj Burluk, přenesená z oblasti rajónu Velykyj Burluk;
- Vilkchuvatka - venkovská hromada se správou ve vesnici Vilkchuvatka, přenesená z rajónu Velykyj Burluk.

## Slavné osobnosti
- Ilja Iljič Mečnikov (1845-1916), ukrajinský zoolog v oboru embryologie